# クレモナ (小惑星)
クレモナ (486 Cremona) は小惑星帯に位置する小惑星。1902年5月11日、ルイージ・カルネラがハイデルベルク天文台で発見した。自転周期が比較的長い。
イタリアの都市、クレモナに因んで名付けられた。